# EX Lupi
EX Lupi är en eruptiv Orionvariabel av T Tauri-typ (TTS) i stjärnbilden Vargen. EX Lupi är prototypstjärna för en undergrupp, EX Lupi-variabler (EXOR). De kallas också för exorer. Variablerna ökar i ljusstyrka åtskilliga magnituder under ett antal månader eller några år. Utvecklingsmässigt verkar fuorerna utvecklas till exorer, varför variabeltypen också emellanåt benämns subfuorer. Exorerna är mindre luminösa än fuorerna och har spektran som innehåller emissionslinjer istället för fuorernas absorptionslinjer.
Prototypstjärnan varierar mellan visuell magnitud +8,5 och 14,3 utan någon fastställd periodicitet.